# Cropton
Cropton är en ort och civil parish i Storbritannien.   Den ligger i grevskapet North Yorkshire och riksdelen England, i den centrala delen av landet, 300 km norr om huvudstaden London. Cropton ligger 146 meter över havet och antalet invånare är 321.
Terrängen runt Cropton är platt åt sydost, men åt nordväst är den kuperad. Terrängen runt Cropton sluttar söderut. Runt Cropton är det ganska glesbefolkat, med 27 invånare per kvadratkilometer. Närmaste större samhälle är Pickering, 6,6 km sydost om Cropton. Trakten runt Cropton består till största delen av jordbruksmark.